# Michelle McCool
Michelle Leigh McCool-Calaway (Palatka, 25 de janeiro de 1980)  é uma ex- wrestler profissional norte-americana. Conhecida pelo seu trabalho na WWE.
McCool originalmente começou trabalhando como professora do ensino médio em Palatka, Flórida. Participou da WWE ao participar do WWE Diva Search 2001. Em seu papel inicial na empresa atuou como uma personal trainer e wrestler ocasional. Atuou também como manager de KC James e Idol Stevens, que ficaram conhecidos coletivamente como The Teacher's Pets, já que McCool atuou em um papel de professora durante o período. No The Great American Bash 2008, derrotou Natalya e inaugurou o WWE Divas Championship, mantendo o título por aproximadamente cinco meses. Ganhou então no The Bash 2009 o WWE Women's Championship sendo a primeira diva a ter ganhando ambos os WWE Divas e Women's Championship. No Night of Champions 2010, unificou ambos os títulos, se tornando também a primeira diva a ter unificado-os. No total, McCool teve 4 reinados em geral.

## Vida pessoal
Antes e durante o ensino médio, McCool jogou softball. Ela também jogou a primeira base no Community College Pasco-Hernando. McCool mais tarde recebeu seu mestrado em Liderança Educacional  da Florida State University (Universidade do Estado da Flórida). Antes de se tornar profissional de wrestling, ensinou ciência para sétima série por quatro anos em Palatka, Florida. Ela também competiu na National Physique Comittee, concursos de fitness. Ambos os pais também trabalham na educação, sua mãe é professora e seu pai é um superintendente.
McCool casou-se com Jeremy Louis Alexander, que ela começou a namorar na escola. O casal se divorciou em 2006.
McCool é cristã. Seus trajes de wrestling incorpora cruzes cristãs. Pelo menos um dos seus movimentos, o Faith Breaker, tem um nome relacionado com as suas crenças cristãs.
Ela teve vários ferimentos relacionados ao wrestling; em novembro de 2007, ela fraturou o nariz durante uma excursão da WWE no exterior após um clothesline de Victoria. Ela foi internada duas vezes, teve duas costelas quebradas, um esterno quebrado, e um processo xifóide quebrado.
Ela se casou em junho de 2010 com Mark Calaway (Undertaker). O casamento aconteceu em Houston, Texas.
Num evento da FCW foi anunciado que estava à espera de um filho fruto da sua relação com Undertaker.

## Títulos e prêmios
- Pro Wrestling Illustrated
  - PWI a colocou como #9 das 50 melhores wrestlers femininas de 2008.[4]
  - PWI a colocou como #8 das 50 melhores wrestlers femininas de 2009.
  - PWI a colocou como #1 das 50 melhores wrestlers femininas de 2010.

- WWE

- WWE Divas Championship (2 vezes) Primeira
- WWE Women's Championship (2 vezes)
- Primeira WWE Unified Divas Championship/WWE Women's Championship (2010)
- Slammy Award por Divas do Ano (2010)
- Slammy Award por Knucklehead Momento do Ano (2010) - Perdendo para Mae Young – com Layla